# Euclystis gorge
Euclystis gorge är en fjärilsart som beskrevs av William Schaus 1912. Euclystis gorge ingår i släktet Euclystis och familjen nattflyn. Inga underarter finns listade i Catalogue of Life.